# 大網白里市立白里小学校
大網白里市立白里小学校（おおあみしらさとしりつ しらさとしょうがっこう）は、千葉県大網白里市南今泉の九十九里浜から2㎞ほどのところにある公立小学校で、創立110年以上に及ぶ歴史がある。

## 沿革
- 1873年（明治6年） 四天木村尋常小学校開設
- 1874年（明治7年） 北今泉村尋常小学校開設
- 1874年（明治7年） 南今泉村尋常小学校開設
- 1874年（明治7年） 細草村尋常小学校開設
- 1888年（明治21年） 4村が合併し白里村となる。
- 1903年（明治36年）11月9日 4小学校を合併し白里尋常小学校と改称、この日を開校記念日に制定
- 1905年（明治38年） 高等科を併設し、白里尋常高等小学校と改称
- 1906年（明治39年） 新築校舎の一部完成
- 1935年（昭和10年） 白里町となり白里町立尋常高等小学校と改称
- 1941年（昭和16年） 国民学校令交付で、白里町立白里国民学校と改称
- 1947年（昭和22年） 6・3制教育の施行で白里町立白里小学校と改称
- 1954年（昭和29年） 近隣合併で大網白里町となり大網白里町立白里小学校と改称
- 1956年（昭和31年） 桂山分校設立
- 1957年（昭和32年） 本納町(現茂原市)・清水地区の一部が大網白里町に合併
- 1958年（昭和33年） 校歌制定 2階建木造校舎完成
- 1960年（昭和35年） 木造校舎5教室、会議室、教具室完成
- 1965年（昭和40年） 鉄筋3階建て6教室完成(体育館側南６教室)
- 1966年（昭和41年） 鉄筋3階建て管理・特別教室完成(体育館北側部分)
- 1968年（昭和43年） 桂山分校廃止
- 1969年（昭和44年） 体育館完成
- 1970年（昭和45年） 本泰寺移転運動場拡張
- 1971年（昭和46年） 交通指導模擬道路完成
- 1974年（昭和49年） プール完成  学校体育優良校表彰(県表彰)
- 1978年（昭和53年） 鉄筋3階建15教室完成（グラウンド側校舎)
- 1988年（昭和63年） ブロック塀改修(千葉県東方沖地震による倒壊部分)
- 1989年（平成1年） 校地拡張(プール南側)及び運動場改修
- 1992年（平成4年） 体育館全面改修
- 1993年（平成5年） 校舎大規模改修
- 1996年（平成8年） 大型遊具(コンビネーション)設置
- 2003年（平成15年） 木造校舎解体  郡市体操競技会  男子総合優勝
- 2006年（平成18年） 鉄棒、校内放送施設、閲覧用椅子、テーブル新設
- 2007年（平成19年） 給食室新築、下水道接続、理科室椅子新設
- 2011年（平成23年） 新校舎耐震工事及び外壁塗装
- 2013年（平成25年） 市制施行に伴い、大網白里市立白里小学校に改称[1]

## 教育目標
- よく学びよく遊ぶ子の育成[2]

## 学区
四天木、四天木甲、四天木乙、南今泉、北今泉、細草、九十根、下ケ傍示、清水、二之袋

## 著名な出身者
- 宮間あや（女子サッカー選手、女子ワールドカップ日本代表）[4]

## 所在地
- 〒299-3202 大網白里市南今泉3349[5]

## アクセス
- JR東日本外房線・東金線の大網駅より車で20分